# Autoimmun
Autoimmun er betegnelsen for sygdomme, hvor kroppens immunforsvar angriber kroppens egne celler.
Danske forskere har i 2017 fundet at proteinet HLA-DR1 har en central betydning i autoimmune sygdommes molekylære mekanisme.
Blandt autoimmunesygdomme er
- Addison sygdom (sygdomme i binyrerne)
- Alopecia areata (pletskaldethed)
- Crohns sygdom og Colitis ulcerosa (smertefuld - kronisk inflammatorisk tarmsygdom).
- Cøliaki (inflammation i tyndtarmen)
- Dermatitis herpetiformis (intenst kløende hudsygdom)
- Diabetes (type 1 sukkersyge)
- Eksem
- Fibromyalgi (muskelgigt)
- Graves’ sygdom - Basedow (højt stofskifte)
- Hashimoto’s thyroiditis (lavt stofskifte)
- Hæmolytisk anæmi
- Myastenia gravis (øget træthed af muskler)
- Pemfigus (blærer på hud og slimhinder)
- Perniciøs anæmi (vitamin B12 mangel)
- Psoriasis
- Reumatoid artritis (leddegigt)
- Riedel’s struma (skjoldbruskkirtlen)
- Sjøgrens syndrom
- Sklerose
- Systemisk lupus erythematosus
- Vitiligo (manglende hudpigment)
- Wegeners granulomatose (læk af blod gennem de fine blodkar - ofte i flere organer)

Lidelser relateret til autoimmune sygdomme:
- Acne
- ADHD
- Angst
- Autisme
- Bipolar affektiv sindslidelse (maniodepressiv)
- Depression
- Jernmangel
- Kronisk træthedssyndrom
- Tourettes Syndrom

## Eksterne links og henvisninger
1. ↑  Autoimmune sygdomme.  Patienthåndbogen. Sundhed.dk
2. ↑  Her er de mest almindelige autoimmune sygdomme og deres symptomer. Samvirke 2014
3. ↑  Når immunforsvaret bliver kroppens værste fjende. Videnskab.dk 2015
4. ↑  Nyt håb for en "vaccine" mod diabetes og andre autoimmune sygdomme. DR.dk Viden 2017

| Lægevidenskab | Spire Denne artikel om lægevidenskab er en spire som bør udbygges. Du er velkommen til at hjælpe Wikipedia ved at udvide den. |